# Atletica leggera ai Giochi della III Olimpiade - 200 metri ostacoli
La gara dei 200 metri ostacoli dei Giochi della III Olimpiade si tenne il 1º settembre 1904 al Francis Field della Washington University di Saint Louis.

## Risultati
Non vi furono eliminatorie, si disputò direttamente la finale.

L'unico specialista sulla distanza è Frank Castleman, che è anche l'atleta più esperto, avendo compiuto 27 anni. Gli altri finalisti:
- Harry Hillman e George Poage sono specialisti delle 440 iarde;
- Fred Schule è uno specialista delle 120 iarde;
- George Varnell non è un vero specialista. Si è iscritto alle gare dove può emergere.

Per Hillman è il terzo oro dopo le vittorie sulla distanza piana (29 agosto) e sugli ostacoli (31 agosto).

Per George Poage è il secondo bronzo, dopo quello ottenuto sui 400 m ostacoli.

George Varnell colleziona un quarto posto, facendo il paio con i 400 m ostacoli. Per lui le gare di Saint Louis non hanno portato gloria. 
| Pos.    | Atleta          | Nazione     | Età | Tempo |
| ------- | --------------- | ----------- | --- | ----- |
| Oro     | Harry Hillman   | Stati Uniti | 24  | 24"6  |
| Argento | Frank Castleman | Stati Uniti | 27  | 24"9  |
| Bronzo  | George Poage    | Stati Uniti | 24  | n/d   |
| 4       | George Varnell  | Stati Uniti | 22  | n/d   |
| 5       | Fred Schule     | Stati Uniti | 25  | n/d   |